# Bridge over Troubled Water (Lied)
Bridge over Troubled Water (englisch für Brücke über aufgewühltes Wasser) ist eine Softrock-Ballade des US-amerikanischen Folk-Rock-Duos Simon & Garfunkel. Das Stück wurde von Paul Simon geschrieben und weitestgehend solo von Art Garfunkel gesungen. 
Es wurde im Januar 1970 als Titelsong des gleichnamigen Albums und als Single veröffentlicht und stand sechs Wochen an der Spitze der US-Hitparade. Auch international war es sehr erfolgreich, beispielsweise erreichte es in Großbritannien Platz eins und in Deutschland Platz drei der Singlecharts.
Das Lied wurde mit vier Grammys ausgezeichnet und in die Rock and Roll Hall of Fame aufgenommen. 2004 wählte das Musikmagazin Rolling Stone es auf Platz 47 seiner Liste der 500 besten Songs aller Zeiten.

## Entstehung

Simon & Garfunkel – Bridge Over Troubled Water

Das Lied wurde von Paul Simon geschrieben. Er sagte später, er erinnere sich, überrascht gewesen zu sein, nachdem er die Melodie und die Worte “Like a bridge over troubled water, I will lay me down” (deutsch: „Wie eine Brücke über aufgewühltes Wasser werde ich mich hinlegen“) geschrieben hatte. Er habe keine Ahnung gehabt, wo diese Worte und die Melodie hergekommen seien.
Als Quelle der Inspiration wird heute der Negro Spiritual Mary Don’t You Weep in der Version von Claude Jeters Gruppe Swan Silvertones aus dem Jahr 1958 angenommen, in dem es heißt: “I’ll be your bridge over deep water if you trust in me.” (deutsch: „Ich werde Dir eine Brücke über tiefes Wasser sein, wenn Du mir vertraust.“) Auch Paul Simon hat diese Verbindung anerkannt. Als Inspirationsquelle für die Musik nannte er den Choral O Haupt voll Blut und Wunden in Johann Sebastian Bachs Matthäus-Passion.
Ursprünglich bestand Bridge over Troubled Water aus zwei Strophen, aber auf Anraten des Produzenten ergänzte Simon den Song um eine dritte Strophe, die er im Aufnahmestudio verfasste. Anlässlich einer Besprechung zu Stephen Sondheims Finishing the Hat in The New York Times schilderte Simon, dass er der dritten Strophe nur widerwillig zustimmte und das Gefühl hatte, sie gehöre nicht zum Lied.
Die Aufnahmen zu den Musikspuren fanden am 14. August 1969 statt. Simon & Garfunkel wurden hierzu von Studiomusikern von The Wrecking Crew unterstützt (Joe Osborn/8-saitige Bassgitarre, Larry Knechtel/Klavier, Hal Blaine/Schlagzeug).
Jahrelang wurde insbesondere von Einheimischen behauptet, die Bickleigh Bridge bei Tiverton (Devon) in England sei die „Bridge over Troubled Water“. Dies wurde allerdings 2004 von Art Garfunkel in einem BBC-Interview dementiert.

## Auszeichnungen
Bei den Grammy Awards 1971 wurden vier der Preise für das Lied vergeben: Es wurde als Aufnahme des Jahres (Record of the Year), als Lied des Jahres (Song of the Year), als bestes zeitgenössisches Lied (Best Contemporary Song) und als bestes Arrangement zur Begleitung von Gesang (Best Arrangement Accompanying Vocalist(s)) ausgezeichnet. Geehrt wurden Simon & Garfunkel als Interpreten, Roy Halee und Paul Simon als Produzenten sowie Simon als Autor, für das Arrangement wurden neben Garfunkel und Simon auch Ernie Freeman, Jimmie Haskell und Larry Knechtel ausgezeichnet. Zwei weitere Grammys wurden für das Album vergeben, für das der Song namensgebend war. Im Folgejahr wurde Aretha Franklin für ihre Coverversion des Liedes mit dem Grammy Award for Best Female R&B Vocal Performance ausgezeichnet.
Das Musikmagazin Rolling Stone wählte den Song 2004 auf Platz 47 seiner Liste der 500 besten Songs aller Zeiten. Es bewertet ihn damit als bestes Lied von Simon & Garfunkel. Das Lied wurde in die Liste der 500 Songs That Shaped Rock and Roll (Songs, die den Rock and Roll formten) der Rock and Roll Hall of Fame aufgenommen.

## Kommerzieller Erfolg

### Chartplatzierungen
Am 26. Januar 1970 wurde Bridge over Troubled Water als Titelsong des gleichnamigen Albums veröffentlicht. Am selben Tag erschien es auch als Single mit Keep the Customer Satisfied, einem weiteren Lied dieses Albums, auf der B-Seite. Ab dem 28. Februar 1970 setzte sich das Lied für sechs Wochen an die Spitze der US-Singlecharts. Damit war es nach The Sound of Silence und Mrs. Robinson der dritte und letzte Nummer-eins-Hit von Simon & Garfunkel im Heimatland der beiden Musiker. Insgesamt war das Stück für 14 Wochen in den Billboard Hot 100 vertreten.
In den deutschen Singlecharts erreichte das Lied den dritten Platz. In Österreich erreichte es den vierten Platz und hielt sich insgesamt 16 Wochen in den Charts. In der Schweizer Hitparade war es für neun Wochen mit einer Bestplatzierung auf Rang fünf vertreten.
| ChartsChartplatzierungen       | Höchstplatzierung | Wochen/ Monate |
| ------------------------------ | ----------------- | -------------- |
| Deutschland (GfK)              | 3 (9 Wo.)         | 9 Wo.          |
| Österreich (Ö3)                | 4 (4 Mt.)         | 4 Mt.          |
| Schweiz (IFPI)                 | 5 (9 Wo.)         | 9 Wo.          |
| Vereinigte Staaten (Billboard) | 1 (14 Wo.)        | 14 Wo.         |
| Vereinigtes Königreich (OCC)   | 1 (20 Wo.)        | 20 Wo.         |

| ChartsJahrescharts (1970)      | Platzierung |
| ------------------------------ | ----------- |
| Deutschland (GfK)              | 13          |
| Österreich (Ö3)                | 17          |
| Vereinigte Staaten (Billboard) | 1           |

### Auszeichnungen für Musikverkäufe
Simon & Garfunkel

| Land/Region                  | Auszeichnungen für Musikverkäufe (Land/Region, Auszeichnung, Verkäufe) | Verkäufe  |
| ---------------------------- | ---------------------------------------------------------------------- | --------- |
| Neuseeland (RMNZ)            | Platin                                                                 | 30.000    |
| Vereinigte Staaten (RIAA)    | Gold                                                                   | 1.000.000 |
| Vereinigtes Königreich (BPI) | Platin                                                                 | 600.000   |
| Insgesamt                    | 1× Gold · 2× Platin ·                                                  | 1.630.000 |

Artists for Grenfell

| Land/Region                  | Auszeichnungen für Musikverkäufe (Land/Region, Auszeichnung, Verkäufe) | Verkäufe |
| ---------------------------- | ---------------------------------------------------------------------- | -------- |
| Vereinigtes Königreich (BPI) | Gold                                                                   | 400.000  |
| Insgesamt                    | 1× Gold ·                                                              | 400.000  |

Hauptartikel: Paul Simon/Auszeichnungen für Musikverkäufe

## Coverversionen
Das Lied wurde sehr häufig gecovert. Auf cover.info werden mehr als 200 Versionen des Liedes gelistet, secondhandsongs.com listet sogar mehr als 650 Fassungen.
Einige der bekanntesten Interpreten sind:
- Elvis Presley, 1970
- Nana Mouskouri, 1970
- The Jackson 5, 1970
- The Supremes, 1970
- Aretha Franklin, 1971
- Cilla Black, 1971
- Les Humphries Singers, 1971
- Roberta Flack, 1971
- Shirley Bassey, 1971
- Tom Jones, 1971
- Joy Fleming, 1973
- Udo Jürgens, 1973
- Henry Mancini, 1976
- Linda Clifford, 1979
- Willie Nelson, 1982
- Bonnie Tyler, 1995
- Candi Staton, 1997
- LeAnn Rimes, 1997
- Eva Cassidy, 1997
- Anne Murray, 1999
- Johnny Cash & Fiona Apple, 2002
- Annie Lennox, 2007
- Mary J. Blige & Andrea Bocelli, 2010
- Katie Melua, 2017
- Matthew Bellamy, 2020
- The Neal Morse Band, 2021
- Mira Lu Kovacs, 2022
- Jacob Collier, 2024

### Artists-for-Grenfell-Version
Am 14. Juni 2017 kamen bei einem Hochhausbrand im Grenfell Tower 79 Menschen ums Leben. Daraufhin schlossen sich zahlreiche namhafte britische und US-amerikanische Künstler zum Benefizprojekt Artists for Grenfell zusammen, das vom Musik- und Filmproduzenten Simon Cowell initiiert wurde. Die Erlöse aus diesem Projekt kamen der London Community Foundation zugute. Mitwirkende an der Coverversion von Bridge over Troubled Water, die am 21. Juni 2017 veröffentlicht wurde, waren unter anderen Robbie Williams, James Blunt, Craig David, Liam Payne, Louis Tomlinson, Emeli Sandé, Paloma Faith, Leona Lewis, Roger Daltrey, Pete Townshend, Ella Henderson, Gregory Porter, Dua Lipa, James Arthur, Bastille, Brian May, Carl Barât, Geri Halliwell, Nile Rodgers, Pixie Lott, Rita Ora, Jessie J, Fleur East, Ella Eyre, Stormzy sowie ein Londoner Kinderchor. Am 23. Juni 2017 stieg das Lied auf Platz 1 der UK-Single-Charts ein. Somit gehört es zu den Liedern, die sowohl in der Originalfassung als auch in der Coverversion den ersten Platz in der britischen Hitparade belegen konnten.